# Baykan
Baykan là một huyện thuộc tỉnh Siirt, Thổ Nhĩ Kỳ. Huyện có diện tích 564 km² và dân số thời điểm năm 2007 là 28561 người, mật độ 51 người/km².